# پادشاهی کارتلی-کاختی
پادشاهی کارتلی-کاختی (گرجی: ქართლ-კახეთის სამეფო) حکومتی بین سال‌های ۱۷۶۲ تا ۱۸۰۱ میلادی بود که توسط وحدت دو پادشاهی کارتلی و کاختی ایجاد شد. از اوایل قرن شانزدهم، طبق پیمان صلح آماسیه در سال ۱۵۵۵ میلادی، این دو پادشاهی تحت کنترل ایران درآمدند.
در سال ۱۷۴۴، نادرشاه سلطنت کارتلی را به تهمورث دوم و سلطنت کاختی را به پسرش ایراکلی دوم به عنوان پاداش وفاداری آنها اعطا کرد. هنگامی که نادرشاه در سال ۱۷۴۷ درگذشت، تهمورث دوم و ایراکلی دوم از بی‌ثباتی در ایران استفاده و اعلام استقلال کردند گرچه بعداً تحت عهدنامه گرجیوسک به تحت الحمایگی روسیه تزاری درآمدند. پس از مرگ تهمورث دوم در سال ۱۷۶۲، ایراکلی خان به عنوان حاکم کارتلی جانشین او شد و بدین ترتیب این دو متحد شدند.
ایراکلی خان توانست پس از قرنها تسلط ایران بر گرجستان، خودمختاری پادشاهی خود را در هرج و مرجی سرتاسری که پس از مرگ نادرشاه به وجود آمده بود تضمین کند. او برای اولین بار پس از سه قرن، پادشاه جدید گرجستان یک گرجستان شرقی متحد از نظر سیاسی شد. اگرچه ایراکلی خان پس از اتحاد در ۱۷۶۲ به سرعت تسلیم سلسله تازه تأسیس زند شد، این پادشاهی برای سه دهه آینده خود عملاً خودمختار باقی ماند. در سال ۱۷۸۳، ایراکلی خان معاهده عهدنامه گرجیوسک را با امپراتوری روسیه امضا کرد، که به موجب آن تاج و تخت کارتلی-کاختی را به دست پادشاه روسیه سپرد و پادشاهی را تحت الحمایه روسیه قرار داد. از جمله، این تضمین اسمی برای محافظت در برابر تلاش‌های جدید ایران، یا سایرین برای (دوباره) تسخیر یا حمله به گرجستان شرقی بود. در دهه ۱۷۹۰، یک سلسله جدید ایرانی، به نام سلسله قاجار، به رهبری آغا محمدخان قاجار ظهور کرد که در تاریخ سلسله قاجار پادشاهی کوتاه مدت (از زمان تاج‌گذاری ۱ سال شاه ایران بود) نقشی محوری داشت.
در چند سال بعد، پس از تأمین امنیت سرزمین اصلی ایران، پادشاه جدید ایران برای تسخیر مجدد قفقاز اقدام کرد. پس از اینکه ایراکلی دوم از لغو کردن معاهده با روسیه و پذیرش داوطلبانه حاکمیت ایران در ازای صلح و رفاه برای پادشاهی خود امتناع کرد، آغا محمدخان به کارتلی-کاختی حمله کرد، تفلیس را در نبرد کرتسانیسی با خاک یکسان نمود و آن را به کنترل ایران بازگرداند. این کوتاه مدت بود، اما آغا محمد خان دو سال بعد ترور شد. ایراکلی دوم خود یک سال پس از آن درگذشت.
سال‌های بعدی ایران که در آشفتگی و سردرگمی سپری شد، در سال ۱۸۰۱ با الحاق رسمی پادشاهی توسط الکساندر یکم در داخل امپراتوری روسیه پسر ایراکلی خان، گئورگی دوازدهم به تاج و تخت کارتلی-کاختی رسید. پس از جنگ ایران و روس در سالهای ۱۸۰۴ تا ۱۸۱۳، ایران رسماً پادشاهی گرجستان و کل سرزمین های خود در قفقاز جنوبی را به روسیه واگذار کرد و این آغاز فصلی با محوریت روسیه در تاریخ گرجستان بود.